# Джонатан Глейзър
Джонатан Глейзър (на английски: Jonathan Glazer) е британски филмов режисьор и сценарист.
Започва кариерата си в театъра, но след това преминава в киното и режисира филмите „Секси чудовище“ (2000), „Прераждане“ (2004), „Под кожата“ (2013) и „Зона на интерес“ (2024). Работата му често се характеризира с изображения на проблемни и отчаяни герои, изследвания на теми като отчуждение и самота и смел визуален стил. Филмите му получават шест номинации за наградите на БАФТА и две номинации за „Оскар“.
Филмът му от 2013 година „Под кожата“ с участието на Скарлет Йохансон е определян за един от най-добрите филми на годината от много критици и публикации. За филма си „Зона на интерес“ от 2024 година печели наградите Гранд При и FIPRESCI на филмовия фестивал в Кан през 2023 година, както и две номинации за „Оскар“ – за най-добър режисьор и най-добър адаптиран сценарий.
Глейзър е режисирал и много музикални клипове за „Рейдиохед“, „Масив Атак“, Ричард Ашкрофт и други.
Предците му са украински и бесарабски евреи, които бягат в Англия след Кишиневския погром. Живее в Северен Лондон и е фен на „Арсенал“.

## Филмография като режисьор
- „Секси чудовище“ (2000)
- „Прераждане“ (2004)
- „Под кожата“ (2013)
- „Зона на интерес“ (2024)